# 岭南乡 (绍兴市)
岭南乡，中国浙江省绍兴市上虞市下辖的一个乡。

## 历史沿革
清雍正七年（1729年），为顺庄。
民国二十三年（1934年），改设岭南乡、寨岭乡。
民国三十七年（1948年），划入四明县。
民国三十八年（1949年）6月，划归上虞县。
1950年，设阮庄、龙潭、下许、覆卮4个乡。
1956年，阮庄、龙潭、下许3个乡合并称岭南乡。
1958年10月，岭南乡改名岭南公社，覆卮乡从清潭乡分出，合并章镇公社、青山管理区。
1959年1月，岭南公社并入下管公社，分设阮庄、下许、龙潭3个管理区。
1961年，阮庄、下许、龙潭3个管理区合设岭南公社，青山管理区改为青山公社。
1981年，青山公社改为覆卮公社。
1983年，岭南公社、覆卮公社改设岭南乡、覆卮乡。
1992年4月，覆卮乡并入岭南乡。

## 辖区
截至2021年，该乡辖有：许岙村、东澄村、龙山村、立功村、丰树坪村、泰岳村、青山村、覆卮村。